# Vitosa

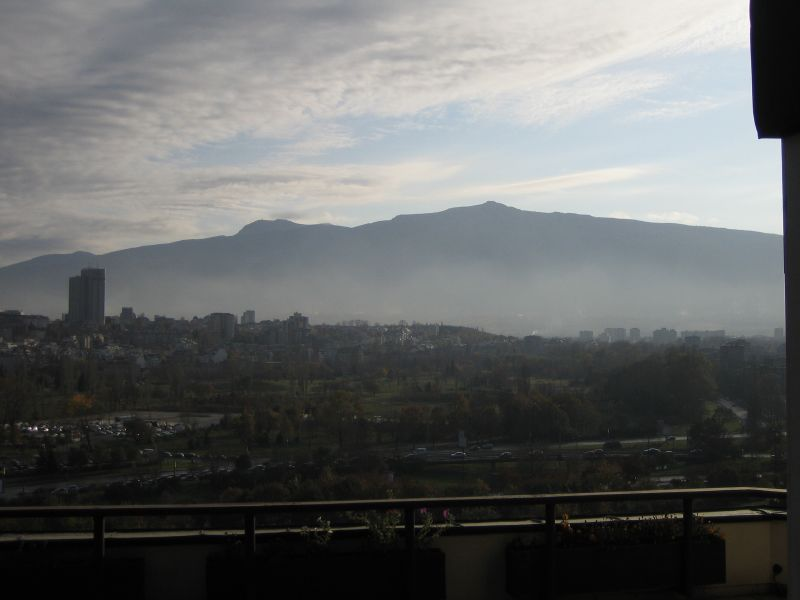
A Szófia fölé magasodó Vitosa

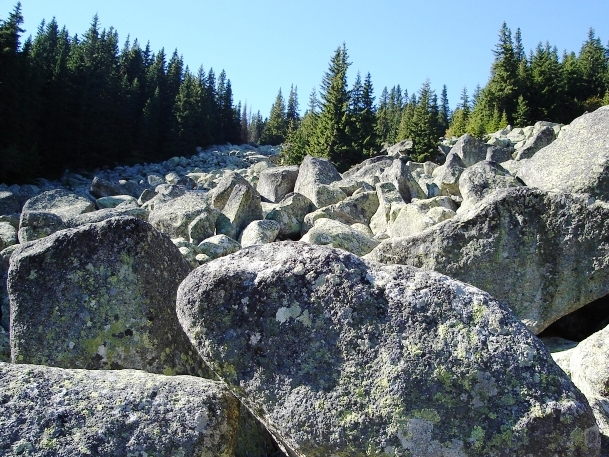
Kőfolyam a Vitosán

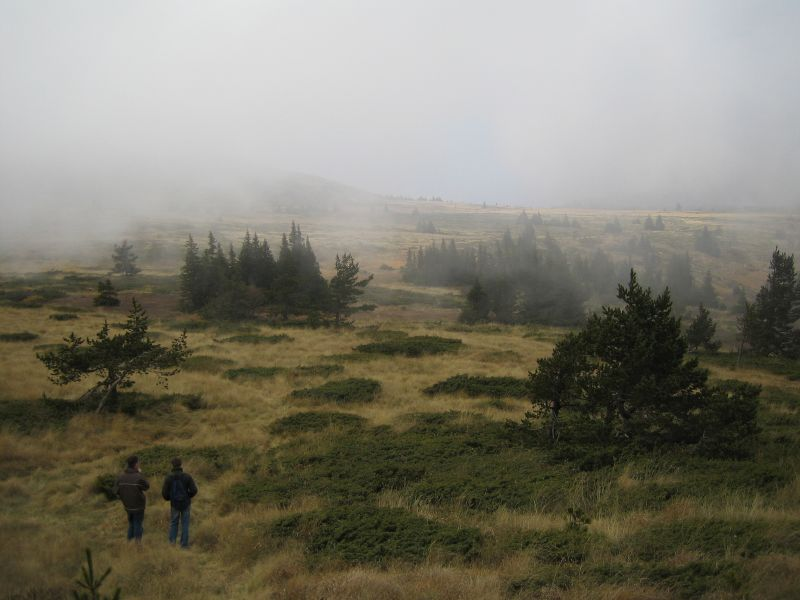
A Vitosa fennsíkja

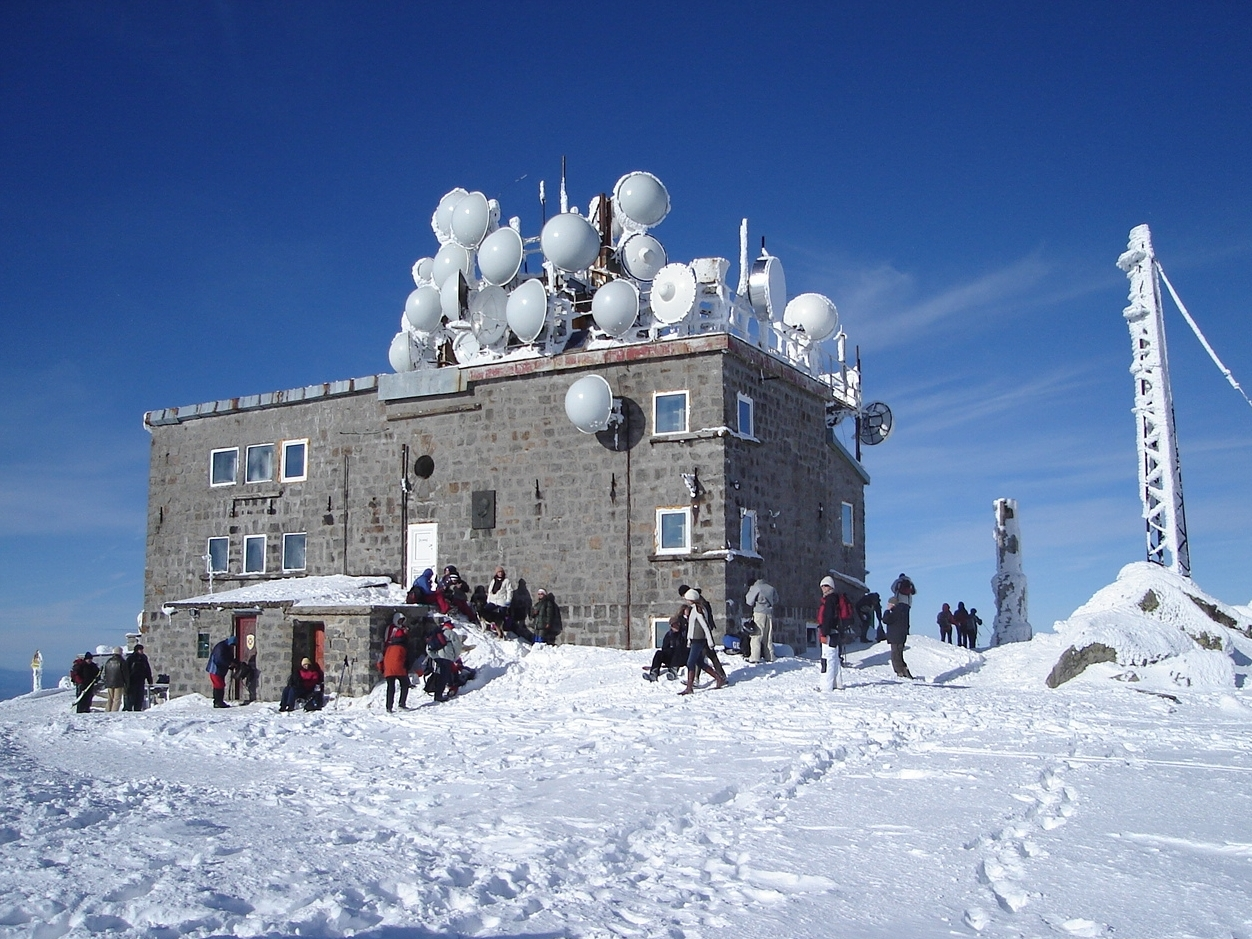
Cserni Vrah

A Vitosa (bolgárul: Витоша) hegység Bulgáriában. Legmagasabb csúcsa a Cserni Vrah (2290 m). A hegység 19 kilométer hosszú és 17 kilométer széles.

## Fekvése
Szófia közelében található. Szófia felől két irányból (Szimeonovo, illetve Dragalevci felől) is könnyen megközelíthető autóbusszal, majd kabinos vagy nyitott lanovkával.
A hegységben van Bulgária leghosszabb barlangja, a Duhlata-barlang.

## Természeti park
Természeti parkja a Balkán-félsziget legrégebbi ilyen jellegű létesítménye.

## Téli sportok
Télen kiváló sportolási lehetőségek helyszíne. A sí- és snowboardpályák, úgy mint Sztenata, Zelena Piszta, Laleto és Vetrovala kiépített felvonókkal és szállodákkal várják a sportolókat.

## Fontosabb csúcsai
Cserni Vrah – 2290 m;
Goljam Rezen – 2277 m;
Szkoparnik – 2226 m;
Bezimenen – 2208 m;
Kupena – 2195 m;
Malak Rezen – 2191 m.